# Michael Corcoran (Músico)
Michael Thomas Corcoran (Washington, D.C., 9 de dezembro de 1972), conhecido profissionalmente como Backhouse Mike ou Ken Lofkoll, é um músico, produtor musical, compositor, norte-americano. Ele compôs músicas para Drake & Josh, ICarly, Victorious, The Troop, Sam & Cat e Henry Danger da Nickelodeon, Shake It Up e Liv e Maddie do Disney Channel, The Mr. Peabody & Sherman Show da Netflix, e Hit The Floor da VH1.

## Carreira
De cerca de 2003 até o início de 2010, ele foi membro da banda de Drake Bell. Sua banda, Backhouse Mike, que consistia no vocalista e guitarrista Jon Seminara, no baixista John Charles Meyer e na tecladista Kimberly Barnett, apareceu no episódio de iCarly "iAm Your Biggest Fan" e no episódio final de Zoey 101, "Chasing Zoey", usando o nome Backflesh. A música da banda "Take Me Back" aparece na trilha sonora de iCarly.

## Vida pessoal
Em 8 de agosto de 2020, Corcoran se casou com a atriz Elizabeth Gillies (n. 1993) em uma cerimônia privada em Nova Jersey, depois que o casal começou a namorar em 2012. Eles se conheceram no programa da Nickelodeon, Victorious, quando Gillies tinha 16 anos e Corcoran tinha 36. Eles residem em Atlanta, Geórgia.

## Discografia

### Discografia de produção
| Canção                  | Artista                               | Créditos                      |
| ----------------------- | ------------------------------------- | ----------------------------- |
| "5 Fingaz to the Face"  | elenco Victorious                     | Co-autor                      |
| "The Joke Is On You"    | Niki Watkins                          | Escritor                      |
| "Break Me Down"         | Drake Bell                            | Co-autor, produtor            |
| "Do What You Want"      | Drake Bell                            | Co-autor, produtor            |
| "Don't Preach"          | Drake Bell                            | Produtor                      |
| "Down We Fall"          | Drake Bell                            | Produtor                      |
| "End It Good"           | Drake Bell                            | Co-autor, produtor            |
| "Fallen For You"        | Drake Bell                            | Co-autor, produtor            |
| "Fool The World"        | Drake Bell                            | Vocais, co-escritor, produtor |
| "Found A Way"           | Drake Bell                            | Produtor                      |
| "Freak the Freak Out"   | Victoria Justice                      | Co-autor, co-produtor         |
| "Get It Right"          | Backhouse Mike                        | Vocais, co-escritor, produtor |
| "Hollywood Girl"        | Drake Bell                            | Produtor                      |
| "I Found a Way"         | Drake Bell                            | Produtor                      |
| "I Know"                | Drake Bell                            | Co-autor, produtor            |
| "In the End"            | Drake Bell                            | Produtor                      |
| "Intro"                 | Drake Bell                            | Produtor                      |
| "It's Only Time"        | Drake Bell                            | Co-autor, produtor            |
| "Just Fine"             | Backhouse Mike                        | Vocais, co-escritor, produtor |
| "L.A. Boyz"             | Victoria Justice e Ariana Grande      | Co-autor                      |
| "Leave It All to Me"    | Miranda Cosgrove featuring Drake Bell | Escritor, produtor            |
| "Leave It All to Shine" | Miranda Cosgrove e Victoria Justice   | Co-autor                      |
| "Makes Me Happy"        | Drake Bell                            | Co-autor, produtor            |
| "Okay"                  | Backhouse Mike                        | Vocais, co-escritor, produtor |
| "Rusted Silhouette"     | Drake Bell                            | Co-autor, produtor            |
| "Shut Up and Dance"     | elenco Victorious                     | Co-autor                      |
| "Somehow"               | Drake Bell                            | Produtor                      |
| "Superluv!"             | Shane Dawson                          | Co-autor, co-produtor         |
| "Take Me Back"          | Backhouse Mike                        | Vocais, escritor, produtor    |
| "Telegraph"             | Drake Bell                            | Produtor                      |
| "The Countdown"         | Victorious Cast                       | Escritor, produtor            |
| "The Backhouse"         | Drake Bell                            | Produtor                      |
| "Up Periscope"          | Drake Bell                            | Co-autor, produtor            |
| "Whatever My Love"      | Mickey Drummond                       | Escritor, produtor            |
| "More Than Me"          | Elizabeth Gillies                     | Escritor                      |

## Prêmios e indicações
| Ano  | Prêmio                                 | Categoria             | Trabalho                                     | Resultado | Refs   |
| ---- | -------------------------------------- | --------------------- | -------------------------------------------- | --------- | ------ |
| 2005 | BMI Awards                             | BMI Cable Awards      | Zoey 101                                     | Venceu    | [ 6 ]  |
| 2006 | BMI Awards                             | BMI Cable Awards      | Drake and Josh                               | Venceu    | [ 7 ]  |
| 2009 | BMI Awards                             | BMI Cable Awards      | iCarly                                       | Venceu    | [ 8 ]  |
| 2010 | BMI Awards                             | BMI Cable Awards      | iCarly                                       | Venceu    | [ 9 ]  |
| 2011 | ASCAP Film and Television Music Awards | Top Television Series | Shake It Up                                  | Venceu    |        |
| 2012 | BMI Awards                             | BMI Cable Awards      | Henry Danger                                 | Venceu    |        |
| 2012 | BMI Awards                             | BMI Cable Awards      | Victorious                                   | Venceu    |        |
| 2014 | BMI Awards                             | BMI Cable Awards      | Shake It Up                                  | Venceu    | [ 10 ] |
| 2014 | BMI Awards                             | BMI Cable Awards      | Sam & Cat                                    | Venceu    | [ 10 ] |
| 2015 | BMI Awards                             | BMI Cable Awards      | Henry Danger                                 | Venceu    | [ 11 ] |
| 2016 | Motion Picture Sound Editors, USA      | Golden Reel Award     | The Mr. Peabody & Sherman Show               | Indicado  |        |
| 2017 | BMI Awards                             | BMI Cable Awards      | Henry Danger                                 | Venceu    | [ 12 ] |
| 2018 | BMI Awards                             | BMI Cable Awards      | Henry Danger                                 | Venceu    | [ 13 ] |
| 2018 | Grammy Award                           | Best Historical Album | Washington Phillips and His Manzarene Dreams | Indicado  | [ 14 ] |